# Godo Lieberg
Godo Lieberg (* 30. Dezember 1929 in Kaarma (Karmel), Estland; † 31. Juli 2016) war ein deutschbaltischer Klassischer Philologe sowie Ordinarius für lateinische Sprache und Literatur an der Ruhr-Universität Bochum und der Universität Siena.

Godo Lieberg, Sohn von Helene Lieberg, geborene von Haller, und des evangelischen Pastors Herbert Lieberg, besuchte das Johanneum Lüneburg und studierte nach dem Zweiten Weltkrieg Klassische Philologie an den Universitäten Göttingen und Tübingen, wo er 1953 bei Wolfgang Schadewaldt zum Doktor der Philosophie promoviert wurde. 1952 erhielt er von der Philosophischen Fakultät den Akademie Preis der Universität Tübingen. Von 1956 bis 1979 übte er Lehrtätigkeiten am Goethe-Institut in Turin sowie den Universitäten von Palermo, Tübingen, Mailand (Katholische Universität vom Heiligen Herzen) und Bochum aus. 1960 ging er zur Habilitation für zwei Jahre nach Rom und habilitierte sich anschließend 1962 in Tübingen. 1965 folgte er einem Ruf der neugegründeten Ruhr-Universität Bochum auf den Lehrstuhl für Latinistik. 1981 wechselte er an die Universität Siena. Nach seiner Emeritierung war er als Lehrbeauftragter am Seminar für Klassische Philologie der Ruhr-Universität Bochum tätig.
Liebergs Forschungsarbeit konzentrierte sich auf die lateinische Dichtung (Catull, Tibull) und Prosa (Caesar). In seiner Dissertation hatte er sich mit der aristotelischen Lehre über die Lust beschäftigt. Des Weiteren setzte er sich für die aktive Verwendung der lateinischen Sprache ein.
Godo Lieberg war katholisch, ein Großneffe zweiten Grades des Historikers Johannes Haller und ab Dezember 1956 mit der promovierten Marisa Lieberg, geborene de Dal Lago (1930–2013), verheiratet. Aus der Ehe gingen die Kinder Irene, Elisabeth, Angela und Albert Lieberg hervor.

## Schriften (Auswahl)
- Die Lehre von der Lust in den Ethiken des Aristoteles (= Zetemata. Heft 19). Beck, München 1958 (erweiterte Dissertation, Tübingen, Universität vom 8. Januar 1954: Über die Lehre von der Lust in den Ethiken des Aristoteles.)
- Geist und Lust. 1959.
- Puella divina. Die Gestalt der göttlichen Geliebten bei Catull im Zusammenhang der antiken Dichtung. Schippers, Amsterdam 1962 (Zugleich: Tübingen, Universität, Habilitationsschrift, 1962).
- Poeta creator. Studien zu einer Figur der antiken Dichtung. Gieben, Amsterdam 1982, ISBN 90-70265-53-2.
- Zu Idee und Figur des dichterischen Schöpfertums. Eigenverlag, Bochum 1985.
- Strukturalistische Analyse von Tibull I 5. Eigenverlag, Bochum 1988.
- Caesars Politik in Gallien. Interpretationen zum Bellum Gallicum. Brockmeyer, Bochum 1998, ISBN 3-8196-0564-9.
- Tersus atque elegans maxime Tibullus. Eine umfassende Sammlung der Urteile und Darstellungen von Dichtern und Gelehrten über den Stil Tibulls von der Antike bis zur Gegenwart. Mit einer Entwicklungsskizze seiner Beurteilung, auch im Vergleich mit Catull, Properz und Ovid, zahlreichen Anmerkungen und einem Anhang über Tibull und die deutsche Dichtung. Eigenverlag, Bochum 2009.
- Ästhetische Theorien der Antike, des Mittelalters und der Neuzeit. Darstellungen und Interpretationen. Brockmeyer, Bochum 2011, ISBN 978-3-8196-0789-9.